# Gréco-Américains
Les Gréco-Américains sont les Américains ayant en partie ou en totalité des origines grecques.

## Démographie
Selon le American Community Survey pour la période 2011-2015, 1 129 481 personnes (87,9 %) ayant des ancêtres grecs sont nés américains, tandis que 154 992 (12,1 %) sont nés étrangers. De plus, 120 508 (77,8 %) d'entre eux sont naturalisés, alors que 34 484 (22,2 %) ne sont pas citoyens américains.
Toujours selon l'American Community Survey pour la période 2012-2016, 296 667 personnes âgées de plus 5 ans déclarent parler le grec à la maison, de plus 75,2 % des Greco-Américains âgés de plus 5 ans déclarent parler anglais à la maison.